# Myrioneuron angustifolium
Myrioneuron angustifolium är en måreväxtart som beskrevs av Joseph Dalton Hooker. Myrioneuron angustifolium ingår i släktet Myrioneuron och familjen måreväxter.
Artens utbredningsområde är Burma. Inga underarter finns listade i Catalogue of Life.